# Endesa
Endesa é uma empresa espanhola que atua na distribuição de gás natural e na geração e distribuição de energia elétrica, a empresa foi fundada em 18 de novembro de 1944.

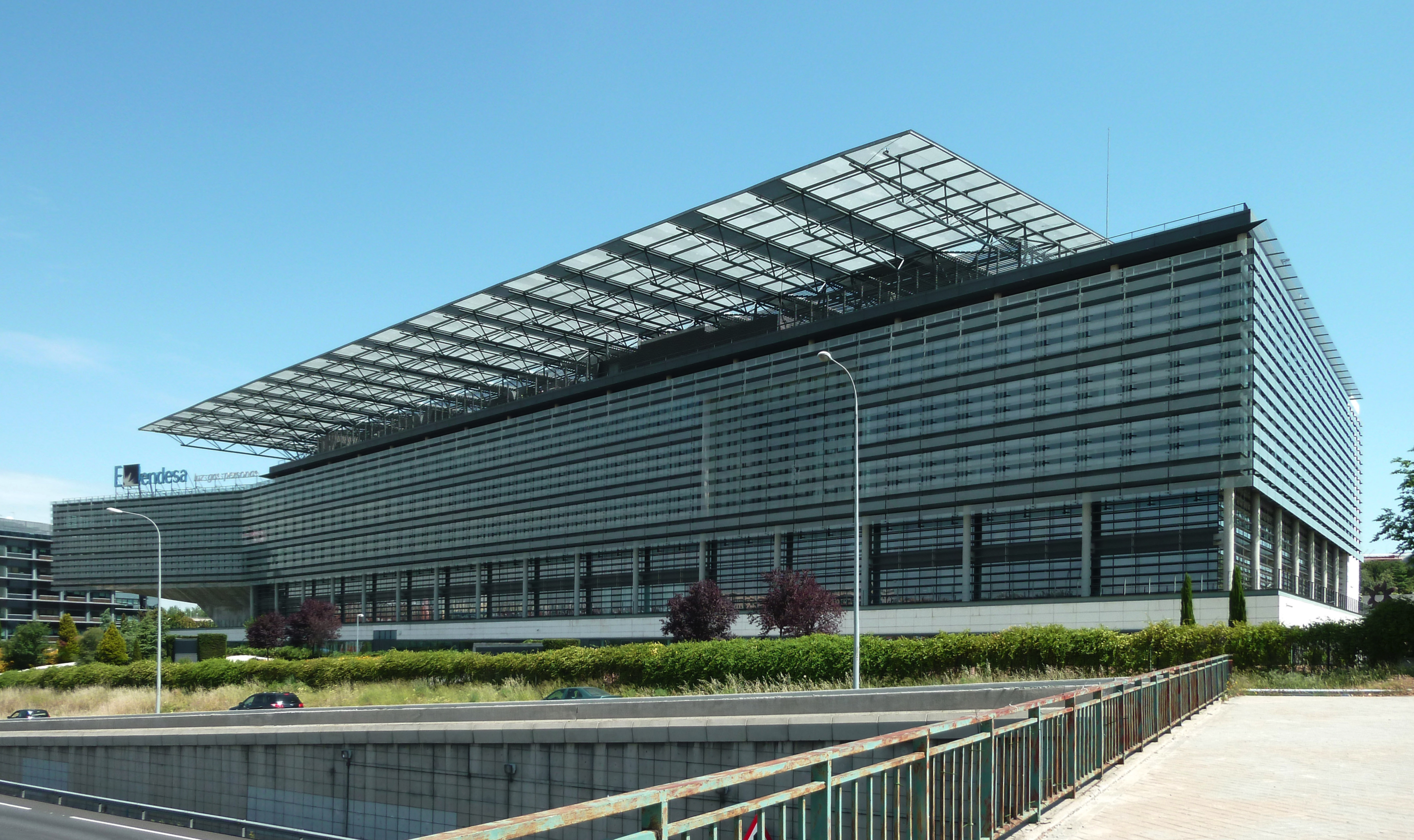
Sede da Endesa em Madri

Em 2006 sofreu uma oferta não-solicitada de compra da E.On que o governo espanhol tentou bloquear por meio de restrições impostas pela Comissão Nacional de Energia (CNE) daquele país. Em 29 de novembro de 2006 a Comissão Europeia julgou ilegais todas as restrições impostas pela CNE.
Em fevereiro de 2009 Endesa passou a ser controlada pela estatal italiana Enel.

## No Brasil
A Endesa Brasil é uma holding pertencente à espanhola Endesa. Criada em 2005 para administrar os negócios de distribuição, geração, transmissão e comercialização da energia no país, a Endesa Brasil mantém ativos nos Estados do Rio de Janeiro (Ampla), Minas Gerais (Ampla), Ceará (Coelce e Endesa Fortaleza), Goiás (Endesa Cachoeira) e Rio Grande do Sul (Endesa Cien) - empresas administradas pela Endesa Geração.
A distribuição de energia elétrica da empresa atende a 5,2 milhões de clientes, somando 20 milhões de pessoas nos Estados do Rio de Janeiro, do Ceará e de Minas Gerais (apenas no município de Bocaina de Minas).
Em 2011, a Ampla do Rio de Janeiro foi condenada por danos morais por não religar energia elétrica mesmo após quitação de consumidora. 
Em 2 de junho de 2015 no Brasil a Endesa passa a se chamar Enel Brasil.

## Em Portugal
A Endesa está presente em Portugal desde 1993 na distribuição energia elétrica e desde 1 de julho de 2015 na distribuição de gás natural. Com uma cota de mercado de 10,2% na geração e distribuição de energia elétrica, já na distribuição de gás natural ocupa actualmente a terceira posição, a seguir à Galp e à EDP.
A Endesa em Portugal é objecto de muitas queixas devido aos seus métodos de angariação de clientes e outros.

## Veículos elétricos
Em 9 de abril de 2010 a Endesa, junto com uma de suas controladoras Enel, anunciaram uma parceria com a Renault e a Nissan visando desenvolver a mobilidade elétrica em várias regiões, incluindo a América Latina, a Itália e a Espanha.